# Volkerakdam
De Volkerakdam is het vijfde project van de Deltawerken en werd in 1969 voltooid. Het werk vormt met de Hellegatsdam en de Haringvlietbrug een driepuntige ster, die een landverbinding vormt tussen Goeree-Overflakkee, de Hoeksche Waard en het vasteland van Noord-Brabant. Tegelijk ligt het complex tussen drie wateren: het Haringvliet, het Volkerak en het Hollandsch Diep. De dam bestaat uit een aantal civiel-technische kunstwerken. Allereerst een dichte, opgespoten dam van Flakkee naar de Hellegatsplaat. Dit kunstmatige eiland in het centrum van de driepoot, werd zo genoemd naar het voormalige Hellegat, waar de drie wateren samenkwamen. Vandaar loopt de dam met een brug en een sluizencomplex verder naar Noord-Brabant, terwijl de Haringvlietbrug naar het noorden de verbinding maakt naar Rotterdam en de rest van Zuid-Holland.

## Noodzaak voor deze dam
De aanleiding voor de bouw van deze dam is de watersnoodramp van 1953, waarna besloten is om de grote zeegaten in Zeeland en Zuid-Holland af te sluiten. De Deltacommissie kwam tot de conclusie dat het voor de uitvoering van deze afsluitingswerken noodzakelijk was om twee compartimenteringsdammen aan te leggen, de Grevelingendam en de Volkerakdam. De Deltacommissie stelde voor om het Volkerak af te dammen ter hoogte van de Dintel.
In de jaren daarna is dit nader onderzocht, en het bleek dat afdamming van het Volkerak om deze reden nodig was. Vanwege de mogelijkheid om een brug van de Hoeksche Waard naar het zuiden te maken, was het wenselijk om deze dam wat meer noordelijk te leggen, dus vanaf Willemstad naar de Hellegatsplaat. Maar ook was het nodig om een scheiding tussen Haringvliet en de zuidelijke wateren te maken om drijfijs vanuit Hollandsch Diep eenvoudig naar zee te kunnen afvoeren, om de waterkwaliteit van het geplande (zoete) Zeeuwse Meer goed te houden en te vrijwaren van verontreinigd Rijnwater. Daarnaast was een vaste waterstand op het Zeeuwse Meer gewenst ten behoeve van de scheepvaart tussen Antwerpen en Rotterdam. De waterstand op het Haringvliet zou variëren ten gevolge van de variërende afvoer van de Rijn. Het feit dat de dam veel langer zou worden door de meer noordelijke ligging werkte niet kostenverhogend, omdat het 6 km lange traject vanaf Flakkee naar de Hellegatsplaat door zeer ondiep gebied ging, en daardoor heel goedkoop aan te leggen was.

### De verandering in het getij
Het effect van de aanleg van deze dam op de getijbeweging in het hele gebied van de benedenrivieren was vrij groot. Dit effect was voor aanleg al bekend en was berekend met het analoge rekenmodel Deltar, zie bijgaande tabel. Alhoewel direct na aanleg van de Volkerakdam het getij via het Haringvliet en de Rotterdamse Waterweg nog steeds kon doordringen tot in de Biesbosch had de Volkerakdam direct al een behoorlijk effect. Het getij aan de Oosterscheldezijde van de dam is overal toegenomen, bij Tiengemeten en Willemstad is het hoogwater met 30 cm afgenomen, en langs de Dordtse Kil en de Noord wordt dat verschil steeds kleiner. Maar in de Biesbosch (Mond van de Donge en Werkendam/Bakkerskil) is het wel significant minder geworden.
Na sluiting van het Haringvliet is het verschil daar nog kleiner geworden. Door het Kierbesluit is het weer wat vergroot.  

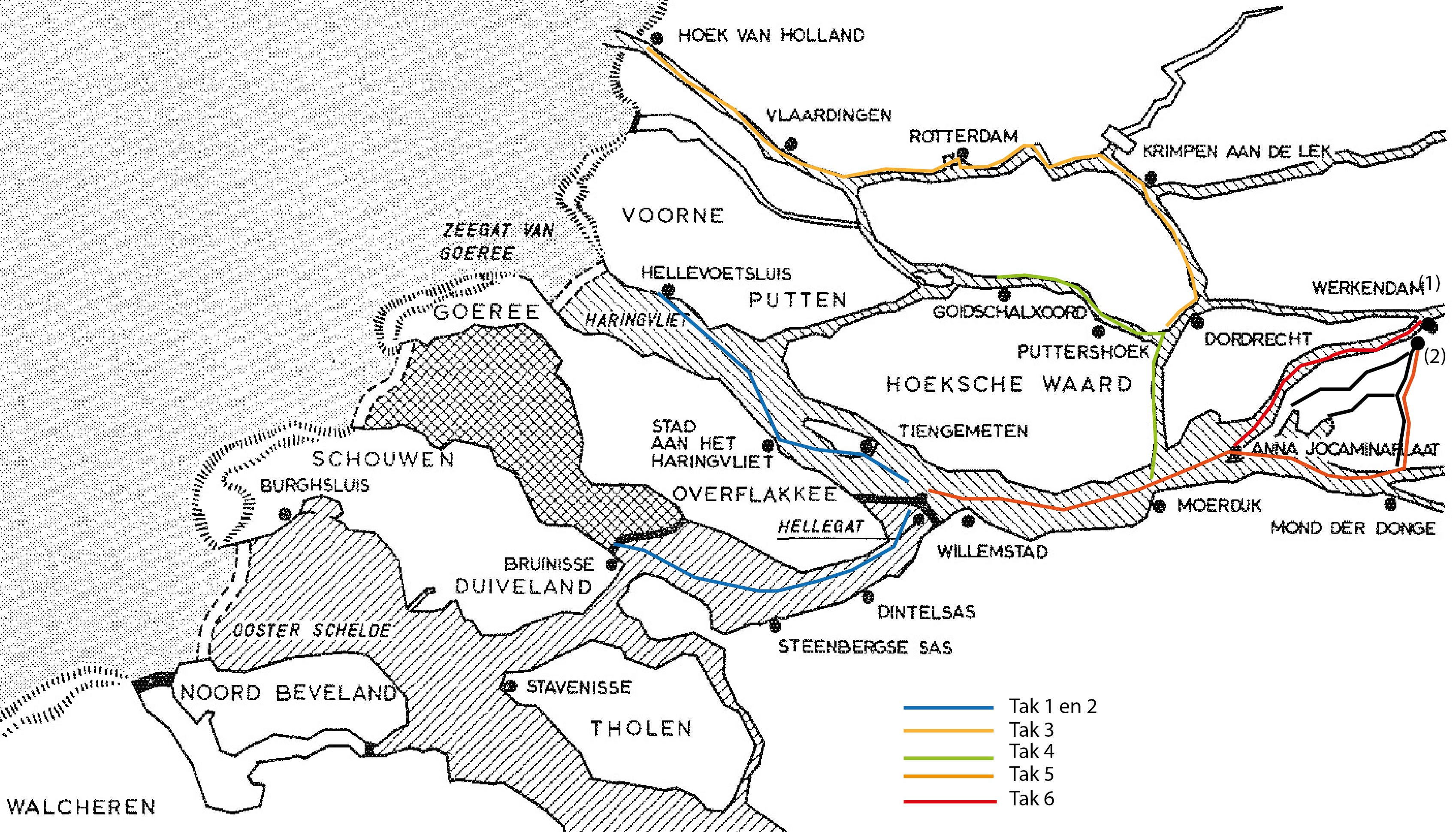
Locatie van de getijstations

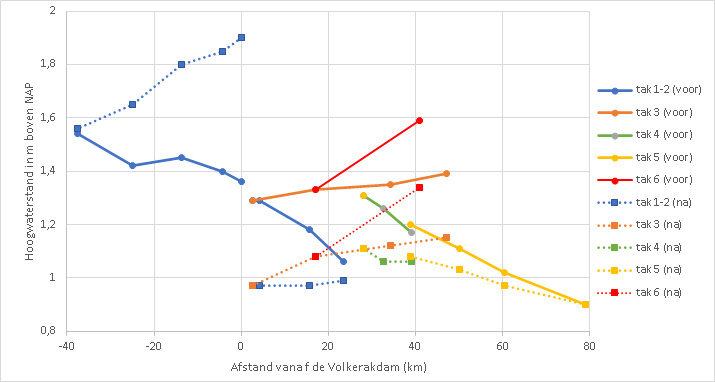
De verandering van de hoogwaterstanden als gevolg van de aanleg van de Volkerakdam

| station              | voor afsluiting | na afsluiting |
| -------------------- | --------------- | ------------- |
| Hoek van Holland     | 0,90            | 0,90          |
| Vlaardingen          | 1,02            | 0,97          |
| Rotterdam            | 1,11            | 1,03          |
| Krimpen a/d Lek      | 1,20            | 1,08          |
| Goidschalxoord       | 1,17            | 1,06          |
| Puttershoek          | 1,26            | 1,06          |
| Dordrecht            | 1,31            | 1,11          |
| Werkendam/Merwede    | 1,59            | 1,34          |
| Hellevoetsluis       | 1,06            | 0,99          |
| Stad a/h Haringvliet | 1,18            | 0,97          |
| Tiengemeten          | 1,29            | 0,97          |
| Willemstad           | 1,29            | 0,97          |
| Moerdijk             | 1,33            | 1,08          |
| Mond van de Donge    | 1,35            | 1,12          |
| Werkendam/Bakkerskil | 1,39            | 1,15          |
| Hellegat zuid        | 1,36            | 1,90          |
| Dintelsas            | 1,40            | 1,85          |
| Steenbergse Sas      | 1,45            | 1,80          |
| Bruinisse            | 1,42            | 1,65          |
| Stavenisse           | 1,54            | 1,56          |

## Aanleg van de dam

### De dam op het wantij

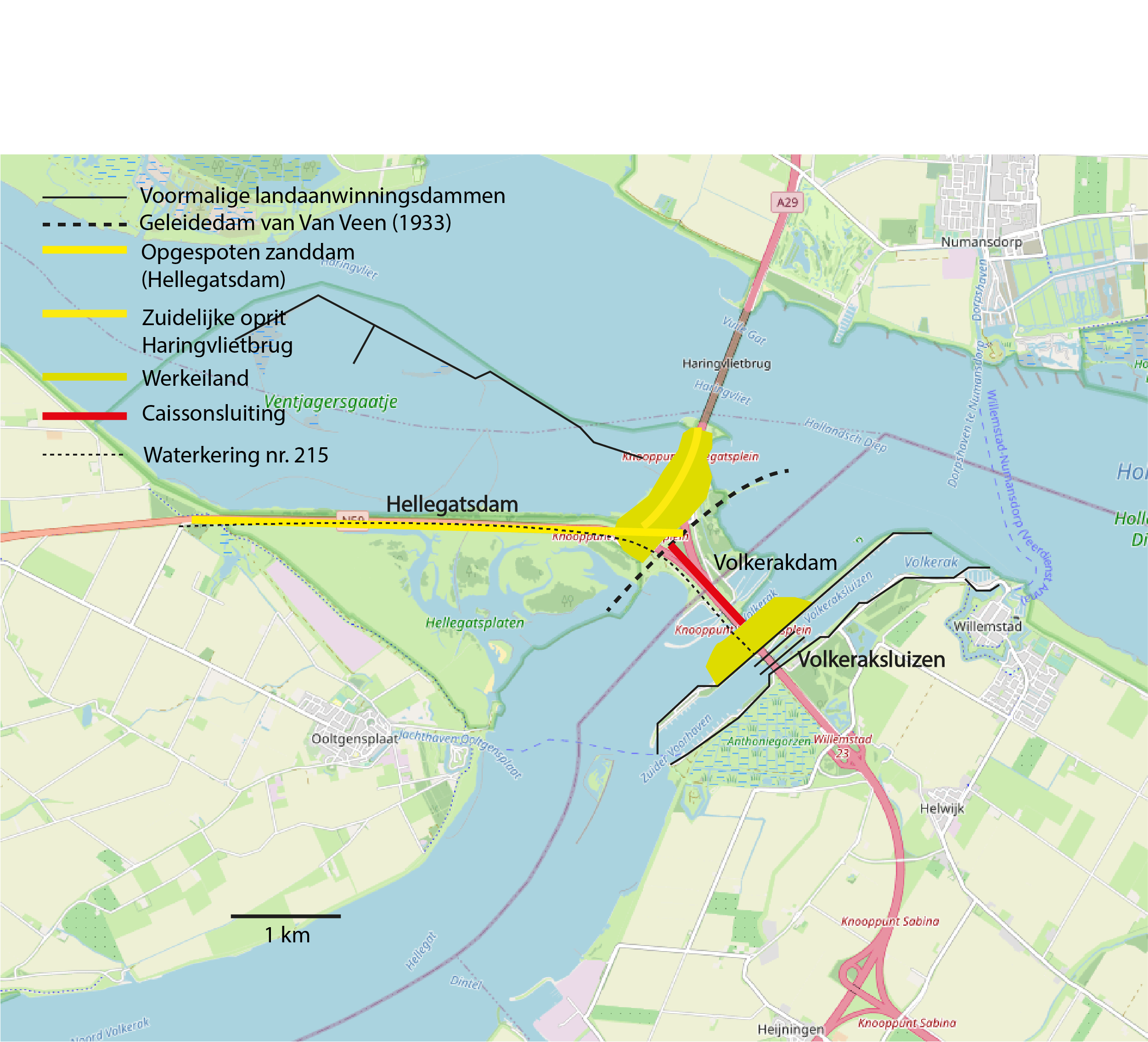
Locatie van de verschillende werken

De eerste stap was de aanleg van een dam van de oever van Overflakkee naar de op dat moment bestaande geleidingsdam in het Hellegat. Deze dam werd over een zandplaat aangelegd, die grotendeels op N.A.P. lag. Dit is een wantij, er was dus weinig stroming. De aanleg van deze dam was daardoor vrij simpel, er hoefde maar een geul gedicht te worden het Ventjagersgaatje. De aanleg van dit damvak had dus ook weinig invloed op de lokale getijbeweging.
Het tracé van de dam is ongeveer halverwege licht naar het noorden uitgebogen, om de weg die op de dam aangelegd is esthetisch beter te laten voldoen. Het oostelijke gedeelte van de dam is aangelegd over ongeveer 450 m uit een onbekleed zandlichaam. De taluds zijn zeer flauw uitgevoerd en alleen door stuifschermen beschermd. Hier is later het verkeerseiland (Hellegatsplein) aangelegd, dus was geen oeverbescherming nodig. De 15 m brede kruin ligt op N.A.P. + 4,50 m, de belopen hebben een helling van 1 : 20. De dam is over de hele lengte van 4 km opgebouwd uit zand met beklede belopen onder een helling van 1 : 4.
Zolang het Haringvliet niet was afgesloten moest worden gerekend op de mogelijkheid van de zeer hoge waterstand van N.A.P. + 4 m die eens in de  50 jaar kon voorkomen en op een windopzet van 2,50 m aan de noordzijde van de dam; daarom is de dam aan die zijde tijdelijk verhoogd met een tuimeldijk met een kruin op N.A.P. + 6,75 m. Uiteindelijk is daar een tijdelijke asfaltbekleding aangebracht, die gezien de korte benodigde levensduur eenvoudig was uitgevoerd. Na voltooiing is dit asfalt blijven liggen, waardoor de dam na een enkele tientallen jaren een wat verwaarloosd uiterlijk kreeg. 

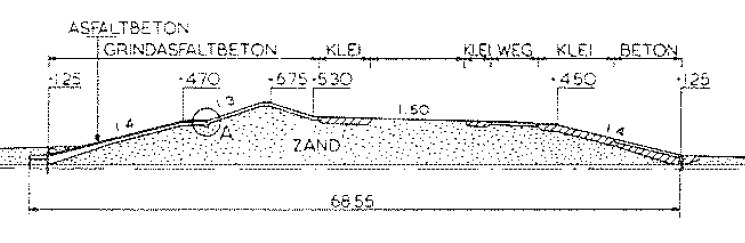
doorsnede van de dam (links is de noordzijde)

Na de afsluiting van het Haringvliet zal bij hoge uitzondering een waterstand van N.A.P. + 2,80 m worden overschreden, waarbij een golfoploop kan worden verwacht van 1,75 m. De verwachting was dat de tuimeldijk dan kon worden verwijderd, zodat een dam overbleef met een hoogte van N.A.P. + 4,70 m langs de buitenkruinlijn en van N.A.P. + 5,10 m in de as. Dit was wat te optimistisch gedacht, de dam heeft in 2020 een kruinhoogte van ongeveer N.A.P. + 6,75 m. Achter deze tuimeldijk is later een autoweg aangelegd (de N59) en een weg voor langzaam verkeer. Deze weg is aangelegd op de oorspronkelijk geplande kruinhoogte van ongeveer 5 m.
De dam is opgespoten met zand, er is ongeveer 1,8 miljoen m3 in verwerkt, het is uitgevoerd door Zanen Verstoep voor ca. 6 miljoen gulden.

### De dam naar de Volkeraksluizen

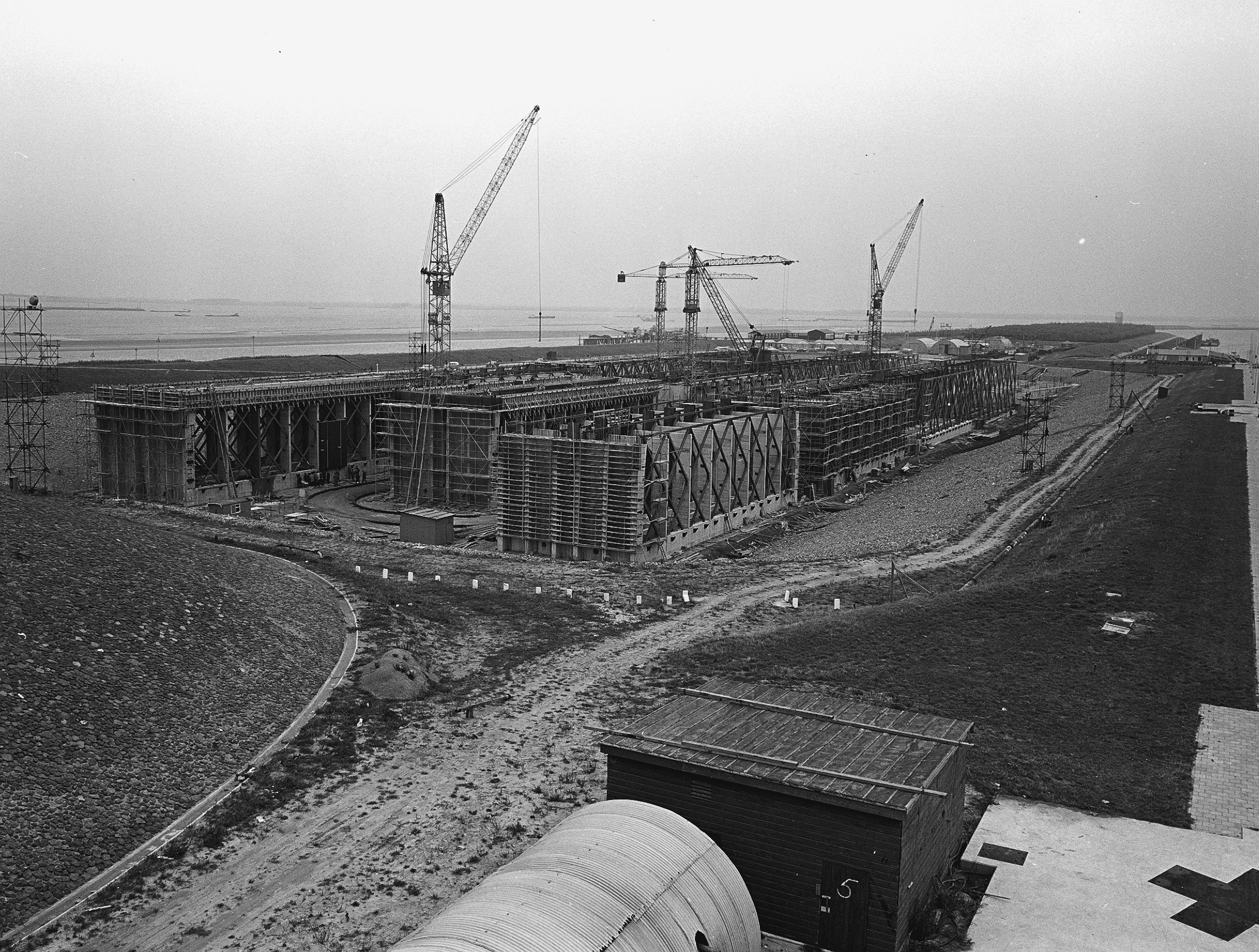
Bouw van de caissons in een bouwdok bij Willemstad

Daarna is gestart met de bouw van een werkeiland op de Hellegatsplaat. Vanaf deze plaat is de brug over het Haringvliet naar de Hoeksche Waard gebouwd en vanuit dit eiland is een damaanzet richting de Brabantse oever aangelegd. Dit vak bevatte een aantal diepere geulen waardoor een caissonsluiting voor de hand lag. Bij de aanleg van dit deel van de dam is onder meer gebruikgemaakt van doorlaatcaissons, een techniek die eerder ook was toegepast bij de aanleg van de Veerse Gatdam.
Het sluitgat voor het Hellegat was betrekkelijk klein, zodat de behoefte aan een zo gering mogelijk aantal caissons van zo groot mogelijke lengte hier niet werd gevoeld. Er is een caisson ontworpen van 45 m lengte, met een vlakke bodem. Het bouwen is wat eenvoudiger, de zinkmanoeuvre moet daarentegen 12 maal in plaats van 10 maal worden uitgevoerd. Er is ook gekeken naar een kabelbaansluiting (zoals bij de Grevelingendam is toegepast), maar de verwachting was destijds dat dit grotere stroomnelheden zou geven tijdens de sluiting. Kostentechnisch was het ook beter omdat de kabelbaan die gebruikt was bij de Grevelingen niet beschikbaar was, die werd op dat moment bij de monding van het Haringvliet ingezet.  Bovendien wilde men ervaring opdoen met schuin gevormde landhoofdcaissons, om zo ervaring op te toen voor latere sluitingen in het Brouwershavense Gat en de Oosterschelde. De caissons zijn gebouwd ineen bouwput naast de inmiddels gereedgekomen sluizen. De damaanzet en de drempel zijn aangelegd in 1967 en 1968, de caissons zijn in het jaar daarop geplaatst. Na sluiting van de caissons is het uiteindelijke damlichaam aangebracht dat bestaat uit een mijnsteenpakket tegen het caisson aan en daarnaast een zanddam met een kruin op N.A.P.+6m.
Er is uitgebreid waterloopkundig modelonderzoek gedaan om een beeld te krijgen van de ontgrondingskuilen aan weerszijden van het sluitgat en de benodigde bodembescherming. Het bleek dat de drempel gemaakt moest worden van middelzware breuksteen met een mediaan gewicht van 115 kg. Om die drempel nog wat te vervlakken is de bovenste 20 cm ingegoten met gietasfalt. 

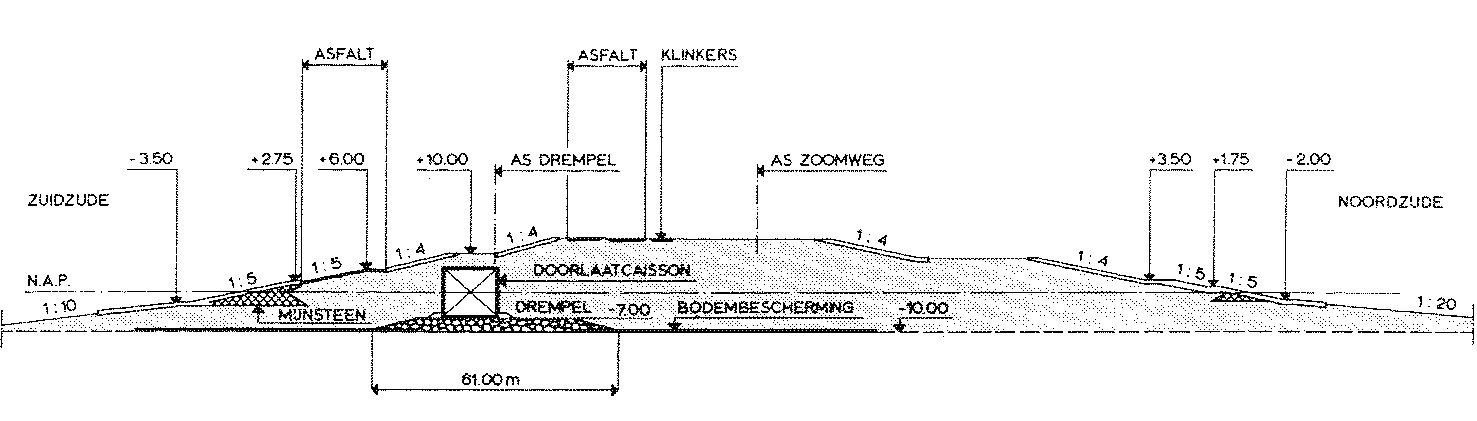
Doorsnede over de dam met caissons

De caissons hebben een lengte van 45 m, een breedte van 15 m en een hoogte van 13.3 m. Het plaatsen van de caissons moet plaatsvinden tijdens de kentering. Het is de bedoeling dat het caisson precies op het moment van kentering op de bodem geplaatst wordt. Echter, men kan pas beginnen met het invaren als de stroomsnelheid van het water beneden een bepaalde waarde gedaald is. Het bleek uit hydraulisch onderzoek dat er dan 80 minuten beschikbaar is voor de hele procedure. In het waterloopkundig laboratorium zijn proeven uitgevoerd om de manoeuvres met de 7 benodigde sleepboten goed op elkaar af te stemmen.
De sluiting vond plaats op 25 april 1969 in is beschreven in het Driemaandelijks Bericht. Na gereedkomen van de sluiting zijn de beweegbare onderdelen van de doorlaatcaissons (lieren, afdichtschotten, etc.) verwijderd en hergebruikt bij de caissons van de Brouwersdam.
In dit damvak is ook de bouwput voor de Volkeraksluizen gemaakt (1960-1961). De specie, die hieruit gebaggerd werd is gebruikt voor de aanleg van ringdijken en van de verbindingsweg naar Willemstad.

## Sluizen en brug
Door de aanleg van de dam werd het druk bevaren Volkerak afgesloten van het Hollands Diep. Omdat het deel uitmaakt van de Schelde-Rijnverbinding, de scheepvaartroute van Antwerpen naar Rotterdam, werd België betrokken bij de aanleg van de dam. Omdat ten tijde van de aanleg er nog getij aan de zuidzijde was, zijn de sluizen berekend op een getij tussen N.A.P -2 en +2 m. Na sluiting van de Philipsdam in 1987 was dit verschil veel minder, omdat het peil van het Zoommeer niet zo sterk varieert. Ook moesten de sluizen in de beginjaren ook nog bestand zijn tegen stormvloedstanden die via de Oosterschelde binnenkwamen tot een hoogte van N.A.P. + 5 m.  

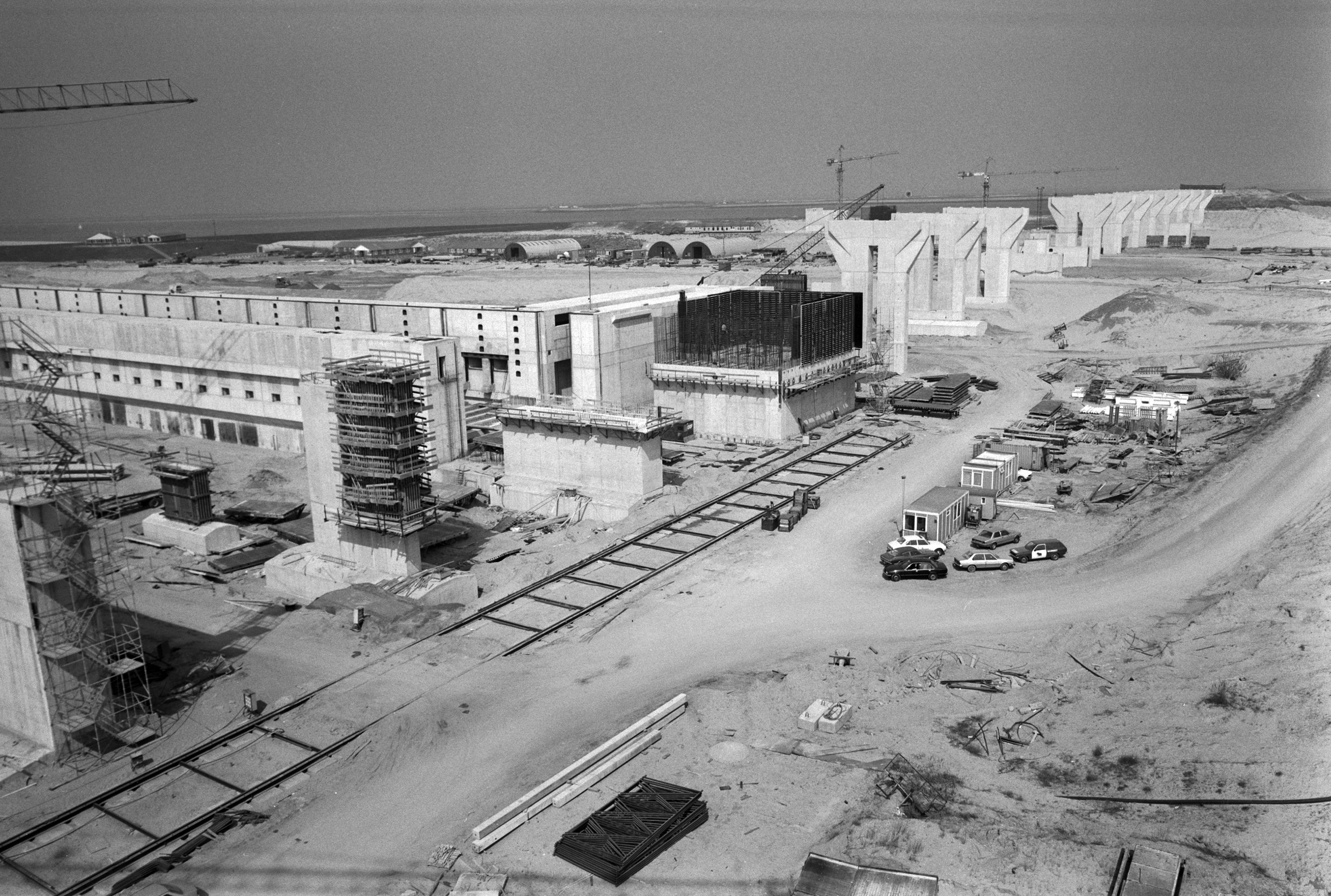
Bouw Volkeraksluizen

Ten behoeve van de beroepsvaart werden om te beginnen twee sluizen gebouwd. Tussen 1970 en 1975 werden daar een derde schutsluis, en een sluis voor de pleziervaart aan toegevoegd. De drie schutsluizen zijn elk 24 meter breed en 320 meter lang. De jachtensluis is 16 meter breed en 145 meter meter lang. De inlaatsluis heeft vier doorstroomopeningen, die elk 30 meter breed zijn. De doorvaarthoogte van de sluizen voor de beroepsvaart is 15 meter, die van de jachtensluis ongeveer 19 meter. Over deze sluizen werd vervolgens de Volkerakbrug gebouwd, bestaande uit 10 overspanningen en een totale lengte van 367 m. Bij de aanleg van dit deel van de dam is onder meer gebruikgemaakt van doorlaatcaissons, een techniek die eerder ook was toegepast bij de aanleg van de Veerse Gatdam.

### Het Mannetje van Willemstad

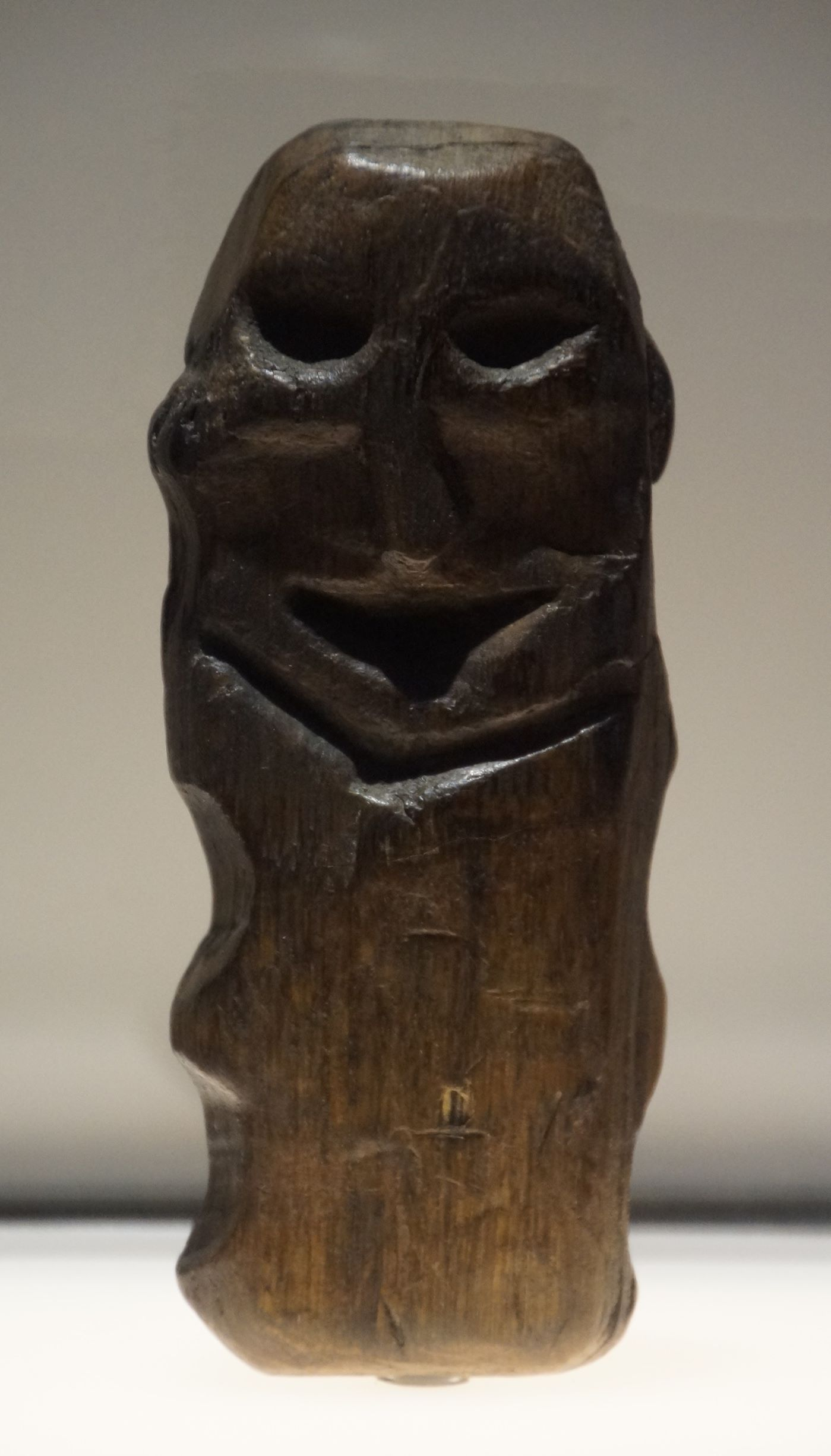
Het Mannetje van Willemstad

Op 21 april 1966 tijdens graafwerk voor de bouwput voor de Volkeraksluizen werd een klein eikenhouten beeldje van een man gevonden. C14-datering wees uit dat het een beeldje was uit de 5e eeuw voor Christus, gemaakt tijdens het Mesolithicum. Het beeldje is nu bekend als het Mannetje van Wilemstad en is te zien in het Rijksmuseum van Oudheden in Leiden.

## Wegverbindingen
Over de dam werden autowegen aangelegd, waarmee een snelle autoverbinding tussen Zuid-Holland, Zeeland en het westen van Noord-Brabant ontstond. Het verkeersknooppunt waar de wegen uit Zierikzee (N59), Rotterdam (A29) en West-Brabant (A29/A59) samenkomen ligt midden op de dam, op het kunstmatige eiland Hellegatsplaat, en heet het Hellegatsplein. Het grondlichaam voor het plein is in de jaren 1963 en 1964 gemaakt.  
Behalve het realiseren van deze wegverbindingen, werden met het project een aantal zaken bereikt. Zo heeft de dam een ondersteunende functie ten opzichte van de zogenaamde primaire dammen, de Oosterscheldekering, de Brouwersdam en de Haringvlietdam. Belangrijk was, dat er niet te veel zoet rivierwater van de Maas en de Waal het Zeeuwse water mocht binnenkomen. Daarnaast maakte het werk een einde aan de moeilijk te voorspellen  getijstromen in het Hellegat, waarin menig schip in het verleden is vergaan (vandaar de naam). Overigens waren de stroomsnelheden hier niet erg groot, maar behoorlijk onvoorspelbaar. En dat leidde tot veel ongelukken.

## Naamgeving
Het gehele werk werd in het Deltarapport en daarna in de publicaties van de Deltadienst de "Volkerakdam en bijkomende werken" genoemd. Voor de dam van Flakkee naar het Hellegatsplein is in latere jaren de naam Hellegatsdam gebruikt, dit als onderscheid met het damvak van het Hellegatsplein naar de Volkeraksluizen. Omdat technisch en financieel de meeste aandacht uitging naar dit laatste damvak is de naam Volkerakdam verder ingeburgerd.
In de Wet op de Waterkering van 1996 waren eisen t.a.v. het falen van primaire waterkeringen opgenomen. In deze wet waren op dat moment geen eisen vastgelegd voor verbindende waterkeringen, zoals de compartimenteringsdammen (C-keringen). Dat kwam omdat deze keringen geen onderdeel waren van dijkringen. In de regelgeving van na 2017 is hierin meer duidelijkheid gekomen, omdat de wet (Waterwet) nu een toelaatbare faalkans per dijktraject noemt. En omdat zowel de Hellegatsdam als de Volkerakdam aan dezelfde wateren liggen, en dus aan de zelfde eisen moeten voldoen, is dit in de wetgeving één en hetzelfde dijktraject (nr. 215). Dit gehele traject wordt in de regelgeving "Hellegatsdam en Volkeraksluizen" genoemd (de overstromingskans moet kleiner dan 1/3000e per jaar zijn).

## Haringvlietbrug
De Haringvlietbrug is eigenlijk geen onderdeel van de Volkerakdam, maar er wel sterk mee verbonden. In 1961 wordt begonnen met de bouw. en het jaar daarna worden ten noorden en ten zuiden van het Haringvliet opritten gemaakt voor de overbrugging van dit water. De verbindingswegen naar de bouwput van de sluizen worden verhard. In 1964 is de brug gereed. De uitvoeringskosten van deze brug kwamen niet uit het Deltabudget, maar is gefinancierd door de  "NV Brugverbinding Goeree-Overflakkee en Hoeksche Waard". Om de investeringskosten te dekken werd de brug een tolbrug, In 1975 is de brug overgenomen door Rijkswaterstaat, en verviel de tol. Na 50  jaar bleek, onder andere door de veel intensievere verkeersbelasting, dat de kwaliteit van de brug dusdanig verminderd dat noodmaatregelen nodig waren.

## Natuurontwikkeling
De zandplaten aan de zuidkant van het opgespoten deel van de dam, tussen Ooltgensplaat en de N59, zijn een beschermd natuurgebied geworden onder beheer van Staatsbosbeheer, de Hellegatsplaten. Het gebied kent een grote diversiteit aan planten en dieren, waaronder vogels, vrijgrazende heckrunderen en wilde paarden.

## Foto's

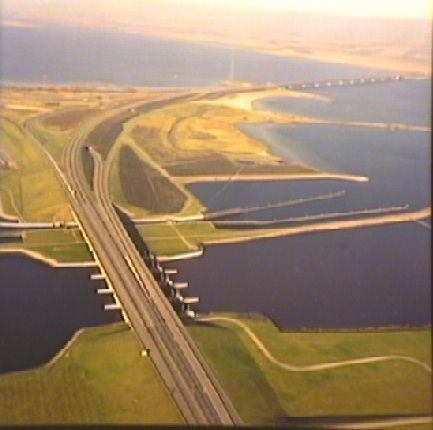
Volkeraksluizen op de voorgrond en Haringvlietbrug in de verte
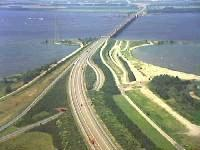
Knooppunt Hellegatsplein
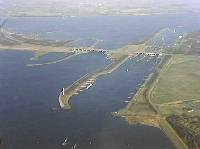
Sluizencomplex gezien vanaf het zuidwesten
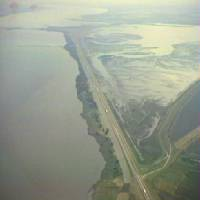
Volkerakdam vanaf Overflakkee naar het Hellegatsplein.
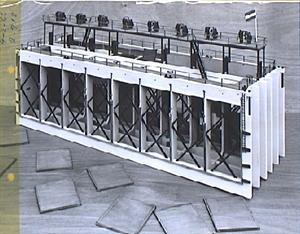
Model van de in het Volkerak gebruikte caissons
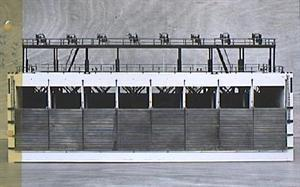
Model van de in het Volkerak gebruikte caissons